# Ternstroemia
Ternstroemia là một chi thực vật có hoa trong họ Pentaphylacaceae.

## Loài
Chi Ternstroemia gồm các loài: